# Rudolf Emil Hellmund
Rudolf Emil Hellmund (Gotha, 2 de fevereiro de 1879 – 16 de maio de 1942) foi um engenheiro eletricista alemão-estadunidense.
Estudou engenharia elétrica em Ilmenau e Charlottenburg. Em 1903 imigrou para os estados Unidos. Traduziu o livro de 1906 A Graphical Treatment of the Induction Motor para o alemão. Recebeu a Medalha Lamme IEEE de 1929.
A partir de 1933 até sua morte foi Chief Engineer da Westinghouse Electric Corporation em East Pittsburgh, Pensilvânia. Obteve mais de 300 patentes registradas.